# کایل ایبسیلیو
کایل ایبسیلیو (هلندی: Kyle Ebecilio؛ زادهٔ ۱۷ فوریهٔ ۱۹۹۴) بازیکن فوتبال اهل هلند است.

## باشگاهی
از باشگاه‌هایی که در آن بازی کرده‌است می‌توان به باشگاه فوتبال آرسنال، باشگاه فوتبال توئنته، باشگاه فوتبال ناتینگهام فارست، باشگاه فوتبال دن هاگ اشاره کرد.

## تیم ملی
وی همچنین در تیم‌های ملی فوتبال زیر ۱۶، تیم ملی فوتبال زیر ۱۷ سال هلند، ۱۹، ۲۱ سال هلند بازی کرده‌است.